# Cyclolejeunea luteola
Cyclolejeunea luteola là một loài Rêu trong họ Lejeuneaceae. Loài này được (Spruce) Grolle mô tả khoa học đầu tiên năm 1984.